# Stela Gwanggaeto

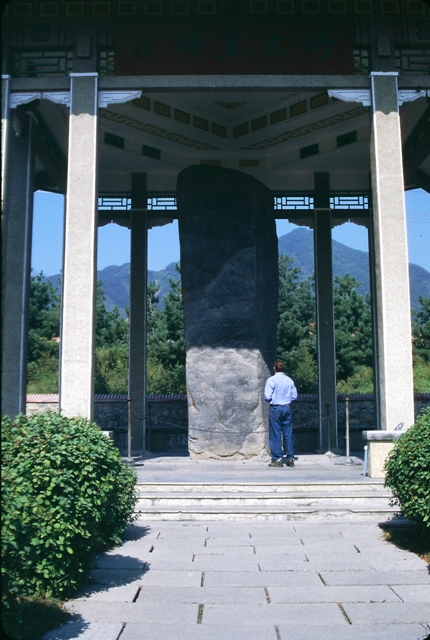

Stela Gwanggaeto – najstarszy, po mieczu Chiljido, koreański zabytek epigraficzny, w postaci granitowego bloku o wysokości prawie 7 metrów i obwodzie około 4 metrów.
Stela znajduje się na terenie gminy Tonggou w powiecie Ji’an w prowincji Jilin w Chinach, na północnym brzegu rzeki Jalu, niedaleko Gungnaeseong, dawnej stolicy Goguryeo. Została wzniesiona w roku 414 ku czci Kwanggaet’o Wielkiego (pan. 391–413), przez jego syna Changsu. Wszystkie cztery ściany mającej kształt nieregularnego prostopadłościanu steli pokrywa częściowo uszkodzona inskrypcja w klasycznym języku chińskim, licząca 1802 znaki, z których 260 jest nieczytelnych.

## Treść
Wyryty w kamieniu tekst zawiera legendę o założeniu Goguryeo przez Dongmyeonga, chronologię królewską, relację z kampanii wojennych Gwanggaeto oraz spis rodów zobowiązanych do dbania o grobowiec władcy i składanie ofiar. W inskrypcji zawarta jest informacja o toczonych przez Koreańczyków wojnach z krajem Wa (Japonią).

[…]
Paekje i Silla długo były naszymi poddanymi i przynosiły daniny naszemu dworowi. Lecz od roku sinmyo [391] Wa [Japończycy] zaczęli przychodzić zza morza i siać zniszczenie. Paekje [wraz z nimi] zaatakowali Sillę i podporządkowali jej lud. W szóstym roku, pyǒnsin, król osobiście poprowadził flotę by wystraszyć Paekje. Armia […] zaatakowała i zajęła 18 grodów, po czym [zaczęła oblegać] ich stolicę. Przeciwnik zamiast stracić ducha wyszedł i stoczył wiele bitew. Rozgniewany król przekroczył rzekę Ari. Wysłał straż przednią by wywierać presję na miasto i […] zdobył stolicę. Król Paekje oddał tysiąc jeńców oraz tysiąc sztuk dobrych ubrań. Przyrzekając wierność naszemu królowi, król Paekje poprzysiągł: „Od tej pory zawsze będę twym sługą i gościem”. Nasz król łaskawie przebaczył mu wcześniejsze przewiny i uznał szczerość jego przysięgi. Tak więc, [przejąwszy] 58 miast i siedemset wsi, zawrócił armię i wrócił do swojej stolicy, przyprowadzając młodszego brata króla Paekje i dziesięciu wysokich oficerów.
W roku dziewiątym Yŏngnak, roku kihae [399], Paekje łamiąc daną przysięgę zawarło pokój z Wa. Król w odpowiedzi przybył do Pjongjangu, skąd gdzie posłaniec z Silla doniósł mu: „Wa [Japończycy] zalali nasze tereny, mają przewagę i niszczą nasze mury. Odkąd jako twoi słudzy i goście staliśmy się twoimi poddanymi, prosimy o ochronę i dowództwo waszmości”. Wielki król w swej dobroci pochwalił szczerość ich lojalności i odesłał posłańca by przekazał [plan działania] królowi Silla.
W roku dziesiątym, kyŏngja [400], król wysłał pięć tysięcy zbrojnych, pieszych i konnych, na pomoc Silla. Cały obszar od Namgŏ-sŏng do stolicy Silla był pełen Wa. Z nadejściem naszych wojsk Wa wycofali się. [Nasze wojska ruszyły za nimi, uderzając] od tyłu, dotarliśmy do Chongbal-sŏng w Imna-gara, które się poddało.
[…]
W roku czternastym, kapsin [404], Wa podnieśli się i wtargnęli do Taebang. Wojska króla czekały na nich w krytycznym punkcie i uderzyły z zaskoczenia. Rozbójnicy Wa zostali pokonani i niezliczeni z nich mieli poderżnięte gardła.
W roku siedemnastym, chŏngmi [407], król zlecił wysłanie pięciu tysięcy zbrojnych, pieszych i konnych, […] armia stoczyła bitwę niszcząc ich całkowicie.